# Gynaecoserica variipennis
Gynaecoserica variipennis är en skalbaggsart som beskrevs av Moser 1916. Gynaecoserica variipennis ingår i släktet Gynaecoserica och familjen Melolonthidae. Utöver nominatformen finns också underarten G. v. wuermlii.